# Abbaye de Seitenstetten
L'abbaye de Seitenstetten est une abbaye bénédictine appartenant à la congrégation bénédictine d'Autriche. Elle se trouve en Basse-Autriche dans le Mostviertel, entre Amstetten et Steyr.

## Histoire

### Moyen Âge
L'abbaye a été fondée par Udalschalk en 1112, chapelain de l'évêque Ulrich de Passau et biographe de saint Conrad. Il fut abbé de l'abbaye Saint-Ulrich-et-Sainte-Afre d'Augsbourg. Des moines de l'abbaye de Göttweig s'y installent en 1114. Elle reçoit la paroisse d'Aschbach en 1116 et celle de Wolfsbach en 1142 et Wichmann de Seeburg (1115-1192), archevêque de Magdebourg, lui octroie en 1180 les riches forêts de l'Ybbs, où un prieuré est construit.
L'abbaye se développe régulièrement, avec un scriptorium réputé. Elle comporte vingt-deux moines en 1347. L'ancien prieur Benoît Ier de l'abbaye Notre-Dame-aux-Écossais (Vienne), devenu abbé, y introduit la réforme de Melk, apportant ainsi un certain renouveau spirituel et matériel. Il fait construire une chapelle en 1440, sur le Sonntagberg, qui devient lieu de pèlerinage.
L'abbaye connaît par la suite des moments difficiles avec la guerre contre les Hongrois de Matthias Corvin, les taxes turques, et surtout la Réforme protestante. Le nombre de moines décline.

### Époque baroque
L'essor spirituel de l'abbaye reprend sous l'abbé Christophe Held (1572-1602) et des moines bavarois et souabes rejoignent Seitenstetten. L'art baroque fait aussi son apparition, mais ce n'est qu'après la guerre de Trente Ans que l'abbaye retrouve sa prospérité économique.
L'abbé Benoît II Abelzhauser (1687-1717) commande à Jakob Prandtauer de reconstruire la magnifique église de la Sainte-Trinité du Sonntagberg et les travaux sont poursuivis par son neveu Joseph Munggenast. Quant à l'église abbatiale gothique, elle est luxueusement décorée, notamment avec des œuvres de Franz Joseph Feuchtmayer. Les bâtiments abbatiaux sont reconstruits entre 1718 et 1747. Paul Troger est l'auteur des plafonds de la Salle de Marbre (1735) et de la bibliothèque (1740) et Bartolomeo Altomonte des fresques de l'Escalier d'Honneur. Le Réfectoire d'été est orné de dix-neuf tableaux de Martin Johann Schmidt.
Le financement de ces travaux est assuré par les mines de cuivre que l'abbaye possédait en Styrie à Radmer et par ses fonderies de Reichraming. À l'issue des travaux, le bâtiment originel est quasiment remplacé par l'ouvrage baroque.

### XIXeetXXesiècles
Après la période néfaste du joséphisme et des guerres napoléoniennes, l'abbaye retrouve ses forces au cours du XIXe siècle. L'abbaye abrite un collège d'enseignement secondaire fameux. L'abbé Theodor Springer (1920-1958) réussit à empêcher la confiscation de l'abbaye au moment du Troisième Reich.

## Description
En plus des trésors précités, on remarque une roseraie réputée, la Ritterkapelle (chapelle des chevaliers) d'époque romane, et la Galerie de tableaux.
Parmi les tableaux présents dans l'abbaye, il y a neuf tableaux d'Alessandro Magnasco, dont Leçon de catéchisme à l’intérieur du dôme, Moines dans un réfectoire, et La Synagogue.

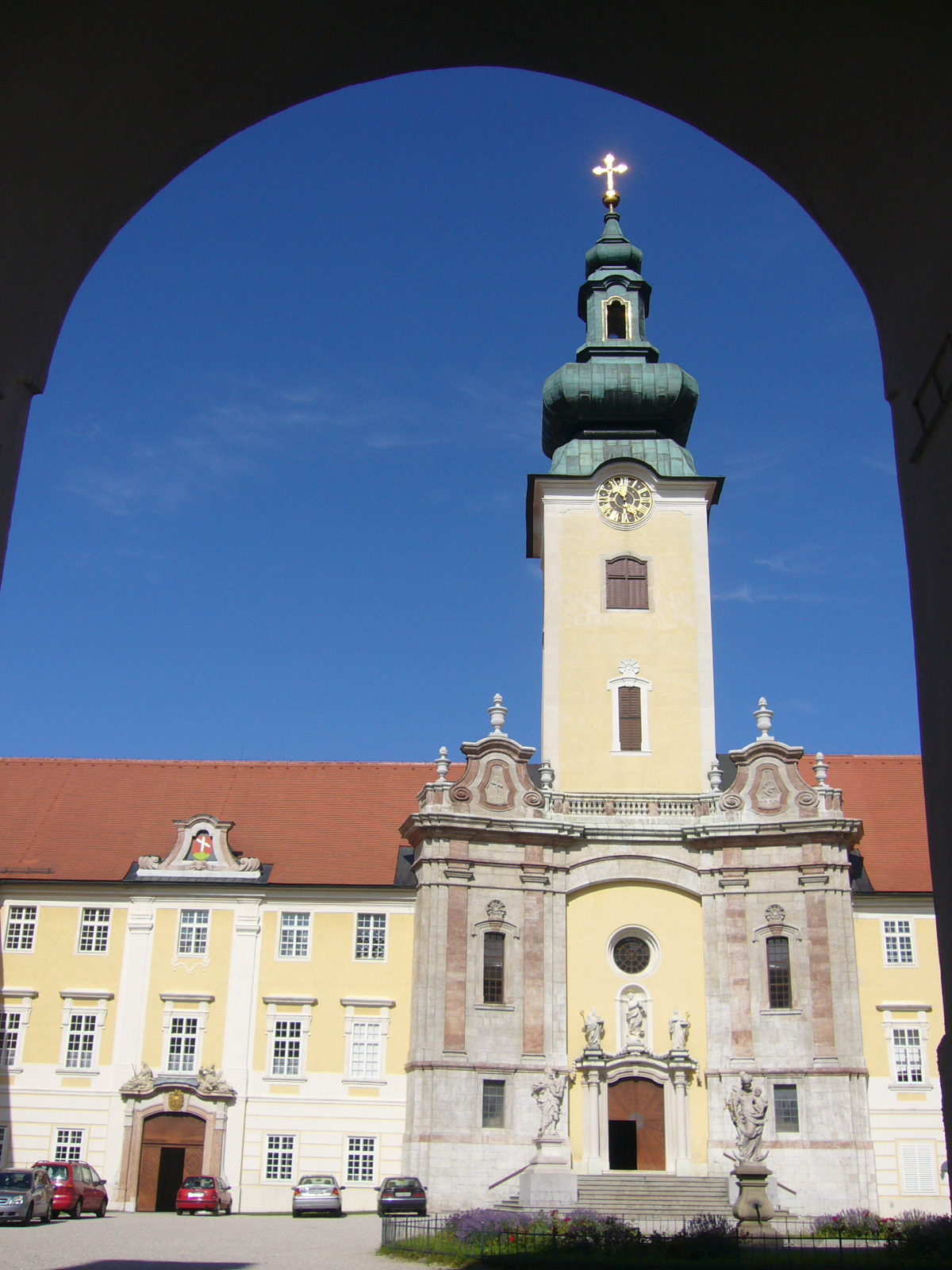
Entrée de l'église
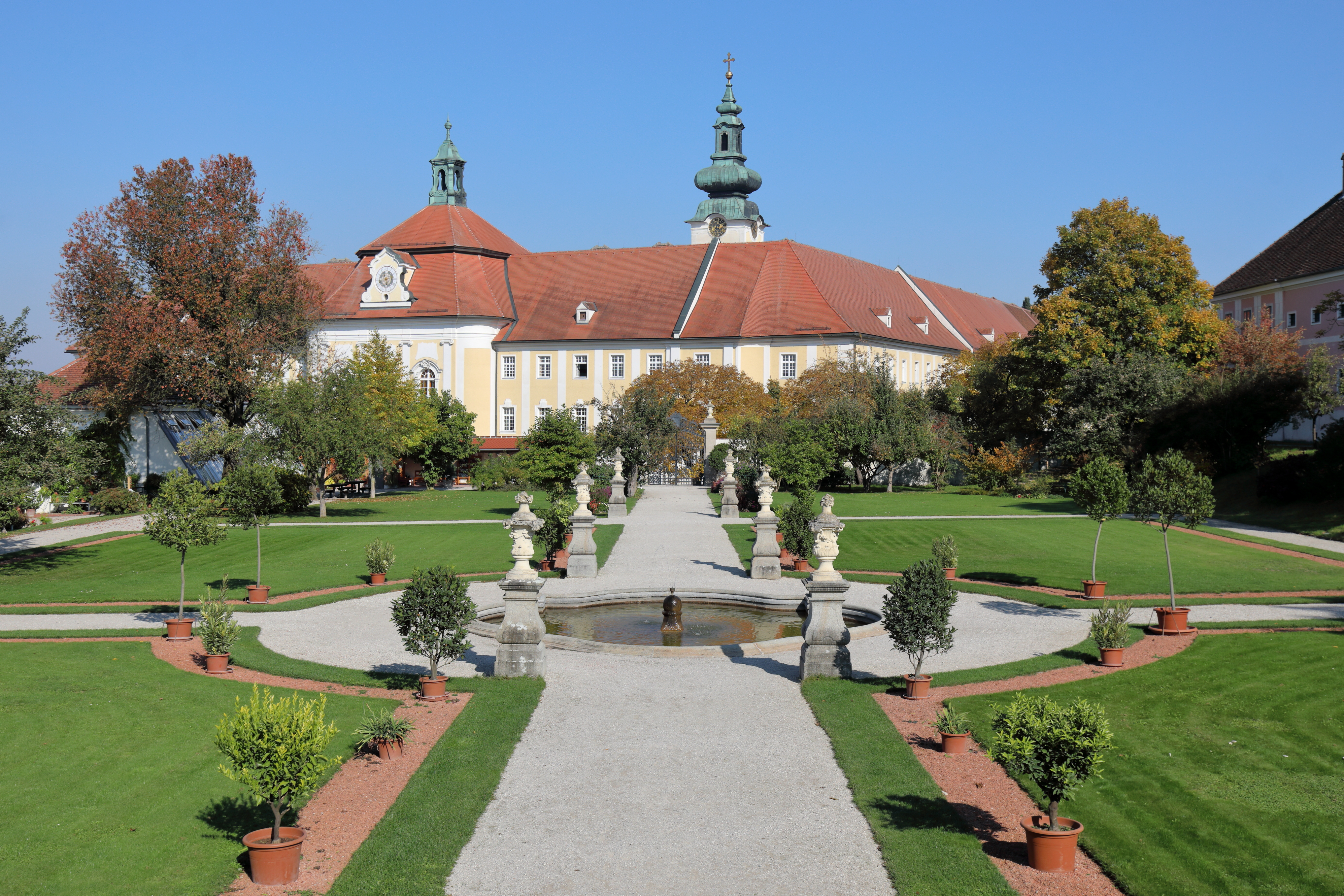
Vue des jardins
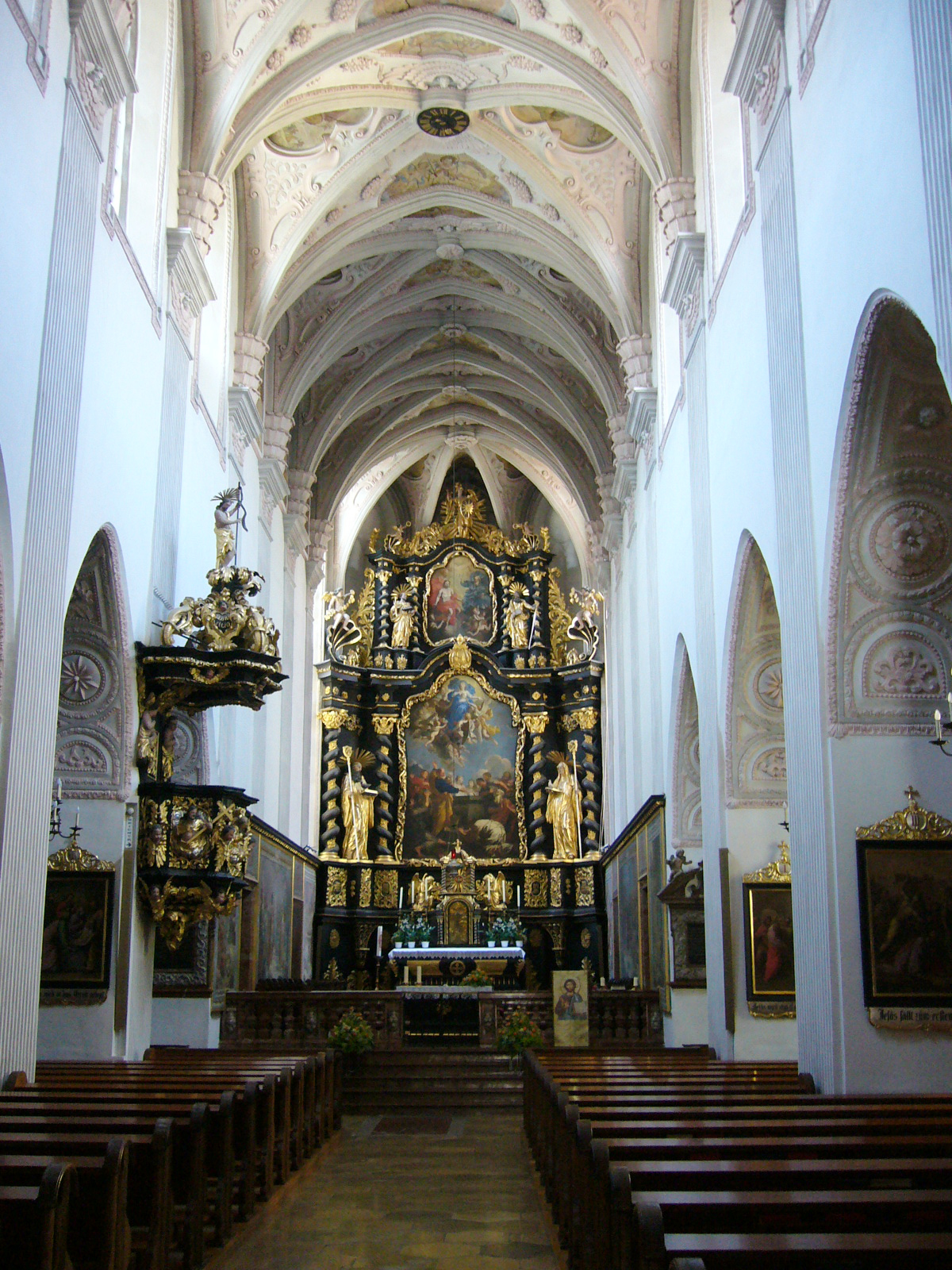
Intérieur de l'église abbatiale